# Ромська кухня
Ромська кухня (ром. Kherutni xabe) — етнічна кухня ромського народу. Специфічної «ромської кухні» немає; вона варіюється та піддається кулінарному впливу відповідних країн, де вони часто жили протягом століть. Отже, на нього вплинула європейська кухня, хоча роми походять з індійського субконтиненту. Їхня кухня включає вплив Індії та Південної Азії, але також дуже схожа на угорську кухню. Багато культур, з якими познайомилися роми, знайшли відображення в їхній кулінарії, що призвело до появи багатьох різних кухонь. Серед цих культур є середньоєвропейські, німецькі, британські та іспанські. На кухню ромів-мусульман також вплинули балканська кухня та турецька кухня. Багато ромів не їдять їжі, приготованої неромами.

## Огляд
Ромські страви зазвичай роблять гострими і гострими з використанням спецій, таких як паприка, часник і болгарський перець. Поширені рагу. Також є основним продуктом їхнього раціону єкартопля. Інша традиційна страва, яку готують роми, — це сарма, салмая або содмай, яка готується з капусти, фаршированої м'ясом і рисом. Роми вживають страви, що складаються з фаршированого перцю, особливо на свята та урочисті події. Роми також готують пуфе (зі смаженого борошна), харицу (смажений кукурудзяний хліб), богачу (запечений хліб) і ксаймоко (страва, що складається з м'яса кролика). Вони подають свої страви з кафою (кавою) і чао (чаєм) з цукром і молоком або фруктами, такими як полуниця, шматочки персика, шматочки яблука або лимона. Є кілька гострих ромських супів. Fusui eski zumi — це ромський масляний квасолевий суп, який часто готують із шинкою. Перція — суп із холодцю із свинячих ніжок і свинячих вушок. Ромські рагу зазвичай готують із зеленого та червоного перцю, помідорів, картоплі, цибулі, часнику та трохи м'яса. У ромській кухні є різноманітні рагу, наприклад один ромський курячий паприкаш під назвою пуйо. Для ромських ритуалів зазвичай готують ціле м'ясо, як-от смажене на вертелі порося або ягня. На ромських застіллях також їдять великі шинки та стейки з баранини, куплені оптом і смажені під звичайним гострим соусом під назвою чилі-моле. Жирна скоринка шинки — улюблена частина м'яса багатьох ромів. Роми мають свій спосіб приготування кави та чаю. Ромську каву часто варять разом із крупою і часто занурюють її зверху ложкою. На ромських застіллях зазвичай подають сармі, м'ясо, гострі соуси, палички селери (їх роми часто їдять для мужності), салати, пірого, сав'яко та пару рагу. Роми подають на стіл лише фрукти на поманних застіллях.

Ромську їжу можна готувати просто неба в казанах на дерев'яному вогні. Хліб є невід'ємною частиною будь-якої страви. Ромська кухня також, часто через необхідність, є недорогою у приготуванні та містить переносні інгредієнти. Картопля, перець, капуста та рис часто є популярними складниками ромської кухні. Яловичина та свинина є рідкісними включеннями, тоді як традиційні білки, такі як курка, баранина та козятина; мисливські тварини, такі як кролики та зайці; дикі птахи, такі як перепілки та куріпки; а равлики більш поширені білки ромів. Роми також їдять смажені яблука, мигдальні коржі, рагу з кролика чи їжака, запечених у глині їжака та форелі, равликів у бульйоні, свинячий шлунок, коржі з інжиру. Рагу з кролика готують з м'яса кролика, нутрощів, бекону та цибулі. Запечений їжак приправлений часником і називається ромською мовою hotchi-witchi або niglo. Для приготування страви їжака загортають у глину і кладуть на розпечене до білого каміння. Коли смаження закінчено, голки, прикріплені до глини, знімають, і страву з їжака подають, загорнувши в листя.
На використання червоного перцю в деяких традиційних ромських стравах вплинули раджпути.
Через відсутність романіпену та асиміляції до турецької культури та ісламу як релігії, турецькі роми їдять курку та яйця та мають свій особливий рецепт, який добре відомий у Туреччині.
Кочові роми збирають навесні молоду кропиву.
Кукурудзяне борошно є основним продуктом калдераша. Під час рабства в Румунії ромських рабів годували кукурудзяним борошном.
Кава є цінним напоєм серед ромів. Основну частину раціону ромів становили дикі фрукти, ягоди, листяні рослини та дрібні тварини.
Роми збирають у лісі гриби та ягоди.
З моменту міграції з Індії через Вірменію в 1300-х роках роми набули широких знань про харчові та лікувальні властивості різноманітних природних інгредієнтів. Вони добре вміли використовувати в своїй кухні ягоди, кропиву, листя бука, трави. Живучи біля моря, вони також збирають лімпи та мідії, щоб доповнити закупівлі продуктів, які часто фінансуються за рахунок торгівлі кіньми. У пошуках ароматного м'яса роми віддають перевагу гусям, козлам, свинині та дикому лососю, а не яловичині та баранині. У них є запас сушених грибів, які додають виразного смаку їхнім рагу, а коріння кульбаби служать сильним інгредієнтом для їхньої кави, яка додатково посилюється диким медом.
Роми цінують рецепти, які включають такі інгредієнти, як масло та яйця від курей, які вирощуються на вільному вигулі, патоку, нерафінований цукор і борошно грубого помелу. У своїй кулінарії вони вірять у використання великої кількості хліба, часнику, перцю, солі та оцту на щастя. Вони також займаються полюванням і збиральництвом, збираючи туман, вугрів, морську капусту, дичину, субпродукти морських птахів, агрус і шовковицю для приготування ароматних супів і варених пудингів. Улюблений серед дітей рецепт передбачає видовбання картоплі та наповнення її варенням з бузини перед запіканням у вугіллі.

### Десерти
Традиційним ромським десертом є пірого, схоже на єврейський кугель. Рецепт складається з яєць, родзинок, волоських горіхів, ананаса, цукру, вершкового масла, яєчної локшини та сиру.
Szaloncukor — це ромський десерт, у якому ретельно змішують борошно та цукор і формують з тіста форми, схожі на цукрове печиво, потім їх випікають, загортають і вішають на дереві роми до 6 січня на свято Богоявлення.
У ромів також є свій варіант пшеничного пудингу на Різдво. Після лущення пшениці, замочування ягід у воді, розігрівання їх у духовці та розбивання м'якої лушпиння доступними інструментами, ромські кухарі протирали пудинг крізь сито, а потім змішували залишки желатинової речовини з молоком, борошном і яйцями, а потім вони підсолоджували його медом, цукром або патокою. Роми також додавали до пудингу сухофрукти, вершки, масло, домашній ром або бренді. Ромські пекарі кладуть знак удачі, який часто є срібною монетою, у буханець солодкого різдвяного хліба чи торта. Ромська традиція свідчить, що тому, хто отримає монету, рік буде вдалим. Тісто для пирога схоже на балканський козунак.
Роми також мають свій варіант макового місячного пирога.
Вареники зі сливами — солодкі святкові страви, які демонструють практичність ромів, які готували. Вареники зі сливами готують з картопляного пюре, яєць, масла і солі, які розкочують і нарізають невеликими кружечками. Роми акуратно кладуть сливу, посипану корицею та цукром, на тісто перед тим, як складати, запечатувати та варити вареники в солоній воді. Коли сливові вареники закінчувалися, ромські кухарі обвалювали їх у змащених маслом сухарях і посипали ще корицею та цукром. Роми також перетворювали картоплю, вишні та підсушений хліб на десерти та частування.

### Харчові переконання
Роми вірять, що деякі страви є сприятливими та приносять удачу (baxt), як раджпути. Американські роми вважають червоний перець, чорний перець, сіль, оцет, часник, цибулю та принесену в жертву тварину, наприклад ягня, продуктами на щастя.
Певна їжа традиційно вважається морською (ритуально нечистою), тому її уникають. М'ясо конини, котів і собак заборонене. М'ясо жаби та м'ясо змії християни-цигани вважають нещасливим і асоціюють із дияволом. М'ясо павича заборонено. У християнських ромів павичі асоціюються з лихим оком. Роми-християни, як правило, не їдять у ресторанах і уникають їжі, приготованої неромами. Ромка, яка має менструацію, не може готувати або подавати їжу чоловікам.

### Ресторани
Хоча в багатьох угорських ресторанах, як правило, виступають ромські музики, в Угорщині є лише один ромський ресторан під назвою Romani Platni (Ромська піч), який відкрився в Будапешті в 2012 році. У Маріборі, Словенія, є ромський ресторан Romani Kafenava.

## Список ромських страв
- Мамалиґа[28]
- Сав'яко[29]
- Гушвада (сирний штрудель)[30]
- Чингене Юмуртасі (циганські яйця з індички)[31]
- Чинген Тавугу (циганська курка з Туреччини)[32]
- Шак те мас (м'ясо з капустою)[33]
- Джо Грей[34][35]
- Бодаг[36]
- Вегес Няклевес[37]
- Боколі або погача — пшеничний хліб, приготований з додаванням харчової соди, але без дріжджів, іноді з додаванням подрібненого смаженого бекону, доданого в тісто перед випічкою[38]
- Боранія — рагу з м'яса і зеленої квасолі.[38]
- Чігнідаки-Зумі — суп, приготований з листя пекучої кропиви.[38]
- Джевелії — омлет, приготований з курячих яєць або яєць мисливських птахів[38]
- Джувечі — рибне рагу з соусом каррі[38]
- Галускі — невеликі галушки з борошна і води, присмачені мигдалем і зварені в молоці
- Гувара — штрудель з варених фруктів, запечений в тісті або у вигляді слоек[38]
- Хохівичі, або нігло — їжак, особливо популярний серед ромів у Франції та Великій Британії, але також споживається іншими ромськими підгрупами[38]
- Джакснія — густий суп з м'ясного фаршу і червоної квасолі[38]
- Манрро ла сметанаса — шматочок хліба, намазаний сметаною і компотом з фруктів[38]
- Мутердо сакс — рослина кульбаба, її листя використовують як зелений овоч, а корінь можна висушити, обсмажити і подрібнити для приготування напою, схожого на каву[38]
- Пержала — яєчня з шматочками смаженого м'яса або зеленню[38]
- Тістечка макоске семінчанса — невеликий пиріг з маковою начинкою.[38]
- Повенгур дрей-а-коорі — страва ромської кухні, що представляє собою картоплю, очищену від шкірки і видовбану, залиту джемом і запечену в жерстяній банці зі щільно закритою кришкою в золі.[38]
- Листковий тісто, схоже на Індіанський хліб-фритюр.[38]
- Рунца — страва, приготована з нутрощів свинячого шлунка, нарізаних невеликими шматочками і тушкованих протягом декількох годин з перцем, помідорами і цибулею, приправлене сіллю, оцтом та лимонним соком.[38]
- Романо Кахо — ромський чай, який п'ють в склянці з додаванням персиків або полуниці.[38]
- Сонко фусуджанса — запіканка на томатній основі з шматочками шинки і масляною квасолею.[38]
- Сакс сукло — запіканка з капусти, приготована з куркою або свининою. Його приправляють перцем і оцтом.[38]
- Ксевіца або мамалиґа — каша, приготована з відвареної кукурудзяної муки. Це був основний продукт харчування Румунських рабів-ромів, і його досі часто вживають в їжу в Румунії[38]

## Посиалання
1. ↑  Crowe, David; Kolsti, John; Hancock, Ian (22 липня 2016). The Gypsies of Eastern Europe. Routledge. с. 137. ISBN 978-1-315-49024-3.
2. ↑  Food Cultures of the World Encyclopedia: [4 Volumes].
3. ↑  Vishnevsky, Victor (30 вересня 2011). Memories of a Gypsy. Salo Press. ISBN 978-0-9787728-2-6. Процитовано 29 березня 2023.
4. ↑  Sutherland, Anne (1 липня 1986). Gypsies: The Hidden Americans. Waveland Press. ISBN 978-1-4786-1041-0. Процитовано 29 березня 2023.
5. ↑  Journal of the Gypsy Lore Society. с. 56.
6. ↑  Sutherland, Anne (July 1986). Gypsies: The Hidden Americans. Waveland Press. с. 62. ISBN 978-1-4786-1041-0.
7. ↑  Taste of Romani (Gypsy) Cuisine. Goodreads. Процитовано 29 березня 2023.
8. ↑  Hancock, Ian F. (2002). We are the Romani People. Univ of Hertfordshire Press. с. 81. ISBN 9781902806198.
9. ↑  Byghan, Yowann (2020). Sacred and Mythological Animals: A Worldwide Taxonomy. McFarland, Incorporated. с. 133. ISBN 9781476679501.
10. ↑  Inside the Culinary Traditions of the Roma people. www.finedininglovers.com. Процитовано 29 березня 2023.
11. 1 2 3  Mary Ellen Snodgrass (2012). World Food: An Encyclopedia of History, Culture and Social Influence from Hunter Gatherers to the Age of Globalization. Routledge. ISBN 9781317451600.
12. ↑  Harry E. Wedeck (2015). Dictionary of Gypsy Life and Lore. Open Road Media. ISBN 9781504022743.
13. ↑  Ian Hancock (2010). Danger! Educated Gypsy: Selected Essays. Univ of Hertfordshire Press. ISBN 978-1-902806-99-0.
14. ↑  En Yeni Roman Yemekleri - lezzetler.com. lezzetler.com. Процитовано 29 березня 2023.
15. ↑  Albala, Ken (25 травня 2011). Food Cultures of the World Encyclopedia [4 volumes]: [4 volumes]. Bloomsbury Publishing USA. ISBN 978-0-313-37627-6.
16. ↑  The Story of Corn. с. 236.
17. ↑  Alex Drace-Francis. The Making of Mămăligă: Transimperial Recipes for a Romanian National Dish.
18. ↑  The Gypsies. с. 33.
19. ↑  Slovak Republic: Living Standards, Employment and Labor Market Study. 2002.
20. ↑  Zanger, Mark (29 березня 2001). The American Ethnic Cookbook for Students. ABC-CLIO. Процитовано 29 березня 2023 — через Google Books.
21. ↑  Sweet Treats Around the World: An Encyclopedia of Food and Culture.
22. ↑  Food Cultures of the World Encyclopedia - Volume 2. с. 175.
23. ↑  Yaron Matras (2015). The Romani Gypsies. с. 92.
24. ↑  Ethnic American Food Today: A Cultural Encyclopedia. с. 250.
25. ↑  Food Cultures of the World Encyclopedia: [4 Volumes. с. 171.
26. ↑  Diekmann, Anya; Smith, Melanie Kay (15 січня 2015). Ethnic and Minority Cultures as Tourist Attractions. Channel View Publications. ISBN 978-1-84541-485-6.
27. ↑  Sullivan, Meghan Collins (16 травня 2014). Introducing Roma Cuisine, The Little-Known 'Soul Food' Of Europe. NPR.
28. ↑  Hancock, Ian F. (2002). We are the Romani People. Univ of Hertfordshire Press. ISBN 9781902806198.
29. ↑  Gypsies: The Hidden Americans. с. 63.
30. ↑  Ethnic American Food Today: A Cultural Encyclopedia. с. 251.
31. ↑  Çingene Yumurtası - lezzetler.com. lezzetler.com (Turkish) . Процитовано 29 березня 2023.
32. ↑  ÇİNGENE TAVUĞU - lezzetler.com. lezzetler.com (Turkish) . Процитовано 29 березня 2023.
33. ↑  African Americans and the Gypsies: a cultural relationship formed through hardships. San Francisco Bay View. 27 вересня 2013.
34. ↑  Joe Grey Soup (Traditional Gypsy Recipe) | Gypsy Magick and Lore. shirleytwofeathers.com. Процитовано 29 березня 2023.
35. ↑  Kent - Romany Roots - Try a traditional Gypsy recipe. BBC.
36. ↑  Cigánytúró with bodag ("Gypsy" cheese with traditional Romani bread). 22 жовтня 2015.
37. ↑  Vegyes Nyakleves (Roma Mixed Neck Soup). 22 жовтня 2015.
38. 1 2 3 4 5 6 7 8 9 10 11 12 13 14 15 16 17 18 19  We are the Romani People. с. 86.

## Літертура
- Carol Ann Wilson (2004). Gypsy Feast: Recipes and Culinary Traditions of the Romany People.
- Адам А., Навроцька Є. Секрети ромської кухні. — Ужгород, 2018— 92 С. ISBN978-617-7162-25-3